# Vir Chakra
De Vir Chakra is een onderscheiding voor dapperheid in strijdkrachten van de republiek India. De onderscheiding werd op 26 januari 1950, andere bronnen noemen 1952, door de Indiase president ingesteld voor "moed in het aangezicht van de vijand". De onderscheiding kan ook postuum worden toegekend. De gedecoreerden dragen de letters "Vr.C." achter hun naam. 
Het lint heeft de kleuren blauw en rood. 
Zoals veel Indiase onderscheidingen zijn ook de dapperheidsonderscheidingen in drievoud ingesteld. Zie daarom ook: 
- De Param Vir Chakra
- De Maha Vir Chakra
- De Vir Chakra